# Ulrich Prusse
Ulrich Ludwig Friedrich Maximilian Prusse (Trachenberg, 1848. február 13. – 1913 után) német író.

## Élete
Apja Karl Prusse református lelkész, később kreuzburgi szuperintendens volt. Gimnáziumi tanulmányait Öls-ben (ma: Oleśnica, Lengyelország) végezte, ezután katonai pályára lépett, kadét lett a porosz hadseregben. Mint tiszt részt vett a porosz–francia háborúban 1870 és 1871 között. Háborús élményeit később irodalmi dolgozatokban és fiataloknak készült munkálban dolgozta fel. Írói álneve Wolfram Achilles volt. 1877-től nyolc éven át porosz állami tisztviselő volt. 1885-ben jelentek meg Berlinben Freysa cím alatt összegyűjtött versei, ezek elsősorban naturalizmusukkal keltettek feltűnést. Mint dalszerző is ismert volt.

## Válogatott munkái
- Ein deutsches Fürstenpaar (1883)
- Dramatische Fragmente (1885)
- Kaiserjubellieder (1886)
- Rudolf von Habsburg (1886)
- Mirjam (1886)
- Rolf Bernau (1886)
- Arminius (1886)
- Kreuz und Halbmond (1887)
- Stralsund (1887)
- Reineke in der Falle (1887)
- Das Handwerk in der Poesie (1887)
- Aus Kampf und Frieden (1897)
- Im Kampf der Richtung (1897)
- Politik und Liebe (1897)
- Melechsala (librettó, 1897)
- Der Wild- und Rheingraf (1897)
- Der König soll's entscheiden (1897)
- Die Hexenlori (1897)
- Kriegsfahrten der Liebe (1903)
- Das Lied vom Kaiser Friedrich (1903)
- Widukind, der Sachsenherzog (1903)
- Ulysses (1903)
- Vineta (1903)
- Sunhilde (1903)
- Belladonna (1903)
- Deine Lieder (1906)
- Am Brunnen von Pytho (1906)
- Zu Fützen der Koppe (1907)
- Im Strahl der Sonne (1908)
- Huescar und Torrejo (1908)
- Um ein Weib (1909)
- Brunhildens Rache (1909)
- Hortense (1909)
- Der blinde Seiger (1910)
- Burg Zion (1911)

## Külső hivatkozások
- Munkái a worldcat oldalán

1. ↑  a Német Nemzeti Könyvtár katalógusa (német nyelven). (Hozzáférés: 2020. május 29.)